# محمد الحمزاوي
محمد الحمزاوي (وُلد في 10 أبريل 1959 في فاس) دبلوماسي مغربي، شغل منصب سفير المغرب لدى دولة فلسطين بين عامي 2009 و2021. ويشغل حاليًا سفيرها لدى الإمارات العربية المتحدة منذ عام 2021.